# Geoffrey Jourdren
Geoffrey Jourdren (Paris, 4 de fevereiro de 1986) é um futebolista profissional francês que atua como goleiro.

## Carreira
Geoffrey Jourdren começou a carreira no Montpellier.

## Títulos
Montpellier
- Campeonato Francês: 2011-12